# Гоуэн
Го́уэн — остров архипелага Земля Франца-Иосифа. Административно относится к Приморскому району Архангельской области России.

## Описание
Расположен в северной части архипелага в акватории пролива Тринингена между островами Карла-Александра и Гогенлоэ на расстоянии 2,5 километра к северо-востоку от побережья острова Карла-Александра и почти 8 километров к югу от Гогенлоэ.
Имеет вытянутую форму длиной чуть менее 1,5 километра и шириной 150—200 метров. Существенных возвышенностей не имеет, по всей территории — редкие каменистые россыпи.
Остров назван в честь новержского, шведского мецената Антона Кристиана Гоуэна (1823—1894).